# Симоне Боканегра (опера)
Симон Боканегра (Simone Boccanegra), опера, melodramma у три чина са прологом Ђузепеа Вердија

## Либрето
- Оригинална верзија

Франческо Марија Пјаве (Francesco Maria Piave) према драми Симон Боканегра (Simón Bocanegra) Антонија Гарсије Гутијереза (Antonio García Gutiérrez).
- Коначна верзија

прерадио Ариго Боито (Arrigo Boito)

## Праизведба
- Оригинална верзија

12. март 1857, Венеција у Teatro La Fenice.
- Коначна верзија

24. март 1881, Милано у Teatro alla Scala.

## Ликови и улоге

### Пролог
Симон Боканегра (Simone Boccanegra), пират у служби Ђеновске Републике - баритон

Јакопо Фиеско (Jacopo Fiesco), ђеновски племић - бас

Паоло Албиани (Paolo Albiani), ђеновски златар - баритон

Пјетро (Pietro), грађанин Ђенове, вођа народне странке - баритон

### Остала три чина
Симон Боканегра (Simone Boccanegra), ђеновски Дужд - баритон

Марија Боканегра (Maria Boccanegra), његова ћерка, под именом Амелија Грималди - сопран

Јакопо Фиеско (Jacopo Fiesco), под именом Андреа - бас

Габријеле Адорно (Pietro), ђеновски племић - тенор

Паоло Албиани (Paolo Albiani), дуждев омиљени дворјанин - баритон

Пјетро (Pietro), дворјанин - баритон

Капетан луконоша - тенор

Амелијина пратиља - мецосопран

## Место и време
Ђенова и околина средином XIV века.

### Пролог
Трг у Ђенови, пред Фиесковом палатом. Амбициозни Паоло Албиани и Пјетро, вођа народне странке, одлучују да искористе свој утицај и доведу хероја Симона Боканегру изабраног од народа као Дужда. Боканегра је изненађен, али се нада да ако буде држао ту функцију, моћи поново да се сусретне са својом вољеном Маријом. Њен аристократски отац Фиеско је држи далеко од њега јер не жели да је уда за грађанина. Фиеско је спреман да се помири с њим ако му да ћерку коју је Марија родила са Боканегром и дозволи му да је сâм одгаји, а која је мистериозно нестала пре неког времена. Боканегра одлази код Фиеска, али сазнаје да је његова Марија умрла. Напољу, на тргу, народ поздравља Боканегру као новоизабраног Дужда.

### I чин
- Сцена I

25 година касније. Башта палате Грималди. Амелија, ћерка племените породице Грималди коју је протерао Дужд, је заљубљена у Габријела Адорна, припадника племиће породице у сукобу са Боканегром. Фиеско и Адорно спремају побуну против Дужда. Амелија их узалуд одвраћа од насиља и мржње; само љубав, каже она, може побољшати свет. Фиеско каже Габријелеу да је Амелија само усвојеница Грималдијевих и да је ниског порекла, али Габријеле ипак жели да се њоме ожени. Дужд долази да проси Амелију за свог дворјанина Паола. Она одбија понуду, истичући своје непознато порекло као изговор. Дужд препознаје Амелију као своју ћерку и обоје одлучују да то буде тајна за сада. Али, када Дужд пренесе Паолу одбијање Амелије, Паоло се окреће против њега и планира Амелијину отмицу.
- Сцена II

Дворана савета у Дуждевој палати. Боканегра покушава да наговори саветнике да не зарате са ривалском Млетачком републиком, али његове искрене молбе не урађају плодом. Споља се чује вика. Боканегра излази пред народ и њихове претње прелазе у клицање. Маса довлачи Фиеска и Габријелеа који је убио Амелијиног отмичара, али зна да је наручилац отмице још на слободи. Он оптужује Дужда да је тај наручилац и извлачи мач. Амелија се баца између њих. Боканегра сумња на Паола, проклиње га и осуђује на изгнанство. Приморава Паола да понови проклетство и тиме осуди себе.

### II чин
Дворана у дуждевој палати. Паоло планира да повуче Дужда за собом и сипа отров у његов пехар. Тада тражи да се из тамнице доведу Фиеско и Габријеле.. Судбина ће одлучити да ли ће Дужд умрети од ножа или отрова, али Фиеско одбија да буде убица. Паоло задржава Габријелеа и уверава га да Дужд жели да обешчасти Амелију. Дужд испија отров у пехару, а Амелија спречава Габријелеа да га убије ножем. Када сазна да је Боканегра Амелијин отац, моли за опроштај и спреман је да се бори на његовој страни.

### III чин
Унутар дуждеве палате, са морем у позадини. Дуждева страна је победила. Боканегра даје Фиеску слободу, али Паоло, који се борио на страни племића, је осуђен на смрт. Слави се венчање Амелије и Габријелеа. Паолов отров почиње да делује и умирући Боканегра моли Фиеска да се измире. Фиеско одбија, али када Боканегра открије да му је Амелија ћерка, а тиме Фиескова унука, они се мире. Боканегра именује Габријелеа као наследника и умире.